# 巴克格羅夫 (愛荷華州)
巴克格羅夫（英語：Buck Grove）是一個位於美國愛荷華州克勞福德縣的城市。

## 地理
巴克格羅夫的座標為41°55′07″N 95°23′50″W / 41.91861°N 95.39722°W，而該地的平均海拔高度為385米（即1263英尺）。

## 人口
根據2010年美國人口普查的數據，巴克格羅夫的面積為0.93平方千米，當中陸地面積為0.93平方千米，而水域面積為0.00平方千米。當地共有人口43人，而人口密度為每平方千米46人。